# Félix Palomares
Félix Palomares Poveda es un exfutbolista español nacido en Campello, Alicante el 6 de enero de 1955. Jugó en el Elche C. F. (en tres épocas diferentes), el Fútbol Club Barcelona (con el que ganó la Recopa de Europa), el Hércules C. F. y el CE Sabadell. Su primer partido de liga fue el 18 de noviembre de 1973 frente a la Real Sociedad. 
Fue el primer fichaje del Fútbol Club Barcelona en la época presidida por José Luis Núñez.

## Palmarés
| Título           | Club                  | Año  |
| ---------------- | --------------------- | ---- |
| Recopa de Europa | Fútbol Club Barcelona | 1979 |

Campeón Copa de Campeones Europa

## Equipos
| Club                    | País   | Año  |
| ----------------------- | ------ | ---- |
| Elche Club de Fútbol    | España | 1972 |
| Fútbol Club Barcelona   | España | 1978 |
| Hércules Club de Fútbol | España | 1979 |
| Elche Club de Fútbol    | España | 1980 |
| CE Sabadell             | España | 1981 |
| Elche Club de Fútbol    | España | 1982 |